# Riah Naposo
Riah Naposo is een bestuurslaag in het regentschap Simalungun van de provincie Noord-Sumatra, Indonesië. Riah Naposo telt 1775 inwoners (volkstelling 2010).